# Patrimoine national (Hongrie)

Signalétique

Le patrimoine national (en hongrois : nemzeti örökség) désigne l'ensemble des sites, monuments et édifices appartenant à l'État hongrois, faisant l'objet d'une protection au titre de leur valeur culturelle et historique. Avant 2012, ils étaient administrés par la Tutelle des monuments nationaux (Műemlékek Nemzeti Gondnoksága, NG). Depuis, cette instance a été intégrée dans le Centre national Gyula Forster pour la protection du patrimoine et la gestion des actifs (Forster Gyula Nemzeti Örökségvédelmi és Vagyongazdálkodási Központ). 

## Liste exhaustive

### Budapest
- Pavillon de chasse de Nyék
- Palais de la Motte-Beer

### Province
- Château Festetics de Dég
- Château L’Huillier–Coburg d'Edelény
- Château Fáy à Fáj
- Château Károlyi à Fehérvárcsurgó
- Palais Esterházy à Fertőd
- Château épiscopal de Fertőrákos
- Château Károlyi à Füzérradvány
- Manoir Becsky à Komlódtótfalu
- Château Cziráky à Lovasberény
- Château Eszterházi à Majk
- Château Nádasdy à Nádasdladány
- Château Ráday à Pécel
- Palais des évêques à Sümeg
- Château Károlyi à Szegvár
- Château Eszterházi à Tata
- Château Lónyay à Tuzsér